# Corte de Distrito de los Estados Unidos para el Distrito de Columbia
La Corte de Distrito de los Estados Unidos para el Distrito de Columbia (en cita de casos, D.D.C.') es una corte federal de distrito en el Distrito de Columbia. También se ocupa ocasionalmente (junto con la Corte de Distrito de los Estados Unidos para el Distrito de Hawái y la Corte Superior de Samoa Americana) de los asuntos federales que se plantean en el territorio de Samoa Americana, que no tiene corte federal local ni corte territorial. Las apelaciones del Distrito se llevan ante la Corte de Apelaciones de los Estados Unidos para el Circuito del Distrito de Columbia (excepto las reclamaciones de patentes, y las reclamaciones contra el gobierno de los Estados Unidos en virtud de la Ley Tucker, que se apelan ante el Circuito Federal).
A partir del 5 de noviembre del 2021, el Fiscal de los Estados Unidos para el Distrito de Columbia de la Corte de Distrito de los Estados Unidos para el Distrito de Columbia es Matthew M. Graves.

## Historia
La corte fue establecida por el Congreso en 1863 como la Corte Suprema del Distrito de Columbia, sustituyendo a las abolidas corte de circuito y de distrito del Distrito de Columbia que habían estado en vigor desde 1801. La corte estaba formada por cuatro jueces, incluido un presidente de la corte, y tenía las mismas facultades y jurisdicción que la anterior corte de circuito. Cualquiera de los jueces podía convocar una corte de circuito de los Estados Unidos o una corte penal local. En 1936, el Congreso rebautizó la corte como Corte de Distrito de los Estados Unidos para el Distrito de Columbia. Su nombre actual se adoptó en 1948, y a partir de entonces los magistrados fueron conocidos como jueces.
Originalmente estuvo alojado en el antiguo Ayuntamiento del Distrito de Columbia, la corte tiene ahora su sede en el E. Barrett Prettyman Federal Courthouse situado en el 333 Constitution Avenue, Noroeste de Washington D. C.. El Distrito carece de fiscal de distrito local o equivalente, por lo que los asuntos de la fiscalía local también son competencia del Fiscal de los Estados Unidos para el Distrito de Columbia. Los fiscales adjuntos de los Estados Unidos (AUSA, por sus siglas en inglés) se encargan de perseguir no sólo delitos federales sino también delitos que normalmente quedarían a discreción del fiscal del estado. Por ello, el Distrito cuenta con la mayor fiscalía del país, con unos 250 fiscales adjuntos.